# シーシーイー
株式会社シーシーイー（英: CCE Corporation）は、東京都中央区に本社を置き、電話帳データベースの製造やシステム・ソフトウェアの開発を行う日本の企業である。

## 沿革
- 1988年 4月 ‐ 株式会社シーシーイー設立。本社を静岡県浜松市伝馬町310-4に置く。
- 1988年 9月 ‐ 東京SEセンター開設（東京都港区新橋2-16-1）。
- 1990年 2月 ‐ 浜松SEセンター開設（浜松市伝馬町313-25）。
- 1992年 4月 ‐ 資本金を4,000万円に増資。
- 1994年 9月 ‐ 浜松SEセンターを静岡県浜松市元城町216-22フコク生命ビルに移転。
- 1997年12月 ‐ 東京SEセンターを東京都中央区日本橋蛎殻町1-16-8 水天宮平和ビル7階に移転。
- 1998年 6月 ‐ 本社を東京都中央区日本橋蛎殻町1-16-8 水天宮平和ビル7階に移転。
- 2002年10月 ‐ 浜松SEセンターを静岡県浜松市板屋町111-2 浜松アクトタワー21階に移転。
- 2007年 1月 ‐ 財団法人日本情報処理開発協会（JIPDEC）よりプライバシーマーク認証取得。
- 2008年 4月 ‐ 資本金を5,000万円に増資。
- 2010年 1月 ‐ 資本金を6,000万円に増資。
- 2017年 4月 ‐ 浜松センター（旧浜松SEセンター）を静岡県浜松市中区伝馬町312-32 浜松シティビル4階に移転。

## 主な製品・サービス
- Bellemax（法人向け電話帳データベース）
- 全国e電話帳（情報検索システム）
- Valu∞（データクレンジング）
- グリーンページ（企業電話帳データ）
- Chain Master（チェーン店舗データ）
- 電子電話帳（顧客開拓ソフト）
- 発信写録（CTIソフト）

すべての製品の販売を、グループ会社である日本ソフト販売株式会社に委託している。

## グループ会社
- 日本ソフト販売